# برت هالدوبلر
برت هالدوبلر (انگلیسی: Bert Hölldobler؛ زادهٔ ۲۵ ژوئن ۱۹۳۶) دانشمند در زمینه مورشناسی اهل آلمان است.